# Olofsbo
Olofsbo er en landsby i Stafsinge sogn, Falkenbergs kommun, Hallands län, Sverige, ca. 7 km nordvest for Falkenberg. Byen har 234 indbyggere.